# Гай Юний Бубульк Брут
Гай Юний Бубульк Брут (лат. Gaius Iunius Bubulcus Brutus) — консул Древнего Рима 317, 313 и 311 до н. э., цензор 307 до н. э. и диктатор 302 до н. э.

## Биография
Гай Юний Бубульк Брут происходил из древнеримского плебейского рода Юниев.
В 312 до н. э. был начальником конницы при диктаторе Гае Сульпиции Лонге. Во время третьего консульства в 311 до н. э. успешно вёл войну против самнитов. Он отбил Клувию, которая была захвачена самнитами, и взял Бовиан. По возвращении из-под Бовиана он был застигнут врасплох проходом самнитов. Однако, он одержал блестящую победу в ходе тяжёлого сражения. В этой битве потери противника составили 20 000 убитыми. После этой битвы Бубульк Брут дал обет построить храм Спасения, а также получил право на триумф.
В 309 до н. э. повторно был начальником конницы при диктаторе Луции Папирии Курсоре. В 307 до н. э. был цензором вместе с Марком Валерием Максимом. В этом же году Бубульк Брут заложил храм Спасения, о котором дал обет в бытность консулом. Вместе с коллегой они на общественные деньги построили дороги. Также они исключили из сената Луция Антония.
В 302 до н. э. он был назначен диктатором, когда эквы возобновили войну. Бубульк Брут в первой же битве разбил эквов и спустя 7 дней вернулся в Рим. Однако, он не складывал с себя полномочий диктатора до тех пор, пока не освятил храм Спасения. Стены храма были украшены картинами Гая Фабия Пиктора, который, возможно, изобразил сражения Бубулька Брута против самнитов. Во времена Цицерона отмечался праздник в честь освящения этого храма.